# حديقة كيب رينج (الجنوبية) الوطنية
حديقة كيب رينج الوطنية (الجنوبية) Cape Range (South) National Park هي حديقة وطنية في منطقة جاسكوين في غرب أستراليا ، 90 كـم (56 ميل) جنوب غرب بلدة اكسماوث. تم الإعلان عنها في 4 نوفمبر 2020، وتقع في مقاطعة إكسماوث ، وهي جزء من المنطقة الحيوية لأراضي شجيرات أراضي شجيرات كارنارفون زيريك [الإنجليزية]. تقع الحديقة الوطنية جنوب حديقة كيب رينج الوطنية الأقدم والأكبر، والتي تم إعلانها في عام 1964.  